# Liste der Landschaftsschutzgebiete in der Steiermark
In der Steiermark gibt es 36 Landschaftsschutzgebiete, die auf Grund des Steiermärkischen Naturschutzgesetzes und den entsprechenden einzelnen Verordnungen ausgewiesen sind.

## Intention und Rechtsgrundlagen
Landschaftsschutzgebiete sind „Gebiete, die
a) besondere landschaftliche Schönheiten oder Eigenarten aufweisen,
b) im Zusammenwirken von Nutzungsart und Bauwerken als Kulturlandschaft von seltener Charakteristik sind oder,
c) durch ihren Erholungswert besondere Bedeutung haben oder erhalten sollen.“
§ 6 Abs. 1 Steiermärkisches Naturschutzgesetz 1976
Das Landschaftsschutzgebiet ist eine allgemeine naturschutzrechtliche Kategorie, die primär das gesamt-landschaftliche Erscheinungsbild schützt.
Nach Maßgabe des prinzipiellen § 2 Schutz der Natur und Landschaft ist „bei allen Vorhaben, durch die nachhaltige Auswirkungen auf Natur und Landschaft zu erwarten sind, […] zur Vermeidung von die Natur schädigenden, das Landschaftsbild verunstaltenden oder den Naturgenuß störenden Änderungen
a) auf die Erhaltung des ökologischen Gleichgewichtes der Natur,
b) auf die Erhaltung und Gestaltung der Landschaft in ihrer Eigenart (Landschaftscharakter) sowie in ihrer Erholungswirkung (Wohlfahrtsfunktion) Bedacht zu nehmen und
c) für die Behebung von entstehenden Schäden Vorsorge zu treffen.“
Darüber hinaus gilt nach § 6 Abs. 1 eine Bewilligungspflicht durch die Bezirksverwaltungsbehörde (Landesregierung, wenn es sich zusätzlich um ein Europaschutzgebiet handelt) für:
a) Bodenentnahmen (Steinbrüche, Lehm-, Sand-, Schotter- und Torfgewinnungsanlagen, Abbau von Lagerstätten u. dgl.) oder Ausweitung bestehender Gewinnungsstätten;
b) Errichtung von Appartementhäusern und Feriendörfern im Sinn der raumordnungsrechtlichen Bestimmungen sowie von Bauten mit über 18 m Gesamthöhe;
c) Errichtung von gewissen Bauten und Anlagen außerhalb eines geschlossenen bebauten Gebietes ohne entsprechende Bebauungspläne oder Bebauungsrichtlinien auf Grund von raumordnungsrechtlichen Bestimmungen;
d) Verwendung von Flächen als Sport- und Übungsgelände oder Schießplatz;
e) größere Erdbewegungen
f) Errichten von Zeltlagern oder das Aufstellen von Wohnwagen für mehr als eine Nächtigung außerhalb von Gehöften, Ortschaften oder hiefür genehmigten Plätzen (ausgenommen z. B. bei Bauarbeiten).
Das Konzept der Landschaftsschutzgebiete beruhte auch in der Steiermark auf dem Reichsnaturschutzgesetz, zuletzt in einer Fassung von 1956. Seinerzeit umfasste die Kategorie unspezifisch eine Vielzahl von Funktionen, darunter insbesondere auch die „Bewahrung der steirischen Hauslandschaftstypen“. Mit der Erstellung des Landesentwicklungsprogrammes und einem modernen, Management-orientierten Naturschutz (Maßgabe der IUCN) wurde die Kategorie Ende der 2000er einer Revision unterzogen. Dazu wurde der „eigentliche Schutzzweck“ der einzelnen Gebiete genauer ausformuliert und rechtlich verankert. Dieses Fehlen hatte zuvor auch der Verwaltungsgerichtshof in einer Entscheidung beanstandet. Dabei kam es zu einigen Fein- und Neuabgrenzungen. Außerdem wurden einige Gebiete aus dem Verzeichnis gelöscht, die eine „nichtnachvollziehbare“ „willkürliche Herausschälung von einzelnen Landschaftsteilen, deren Charakteristik in gleicher Art für die gesamte Großlandschaft zutrifft,“ darstellten. Diese Gebiete waren auch durch andere Schutzmaßnahmen (Raumordnungsgesetz, Forstgesetz, diversen anderen ex-lege-Schutz) schon hinreichend abgedeckt. Änderungen ergeben sich auch in Hinsicht auf Natura-2000-Gebiete (Europaschutzgebiete nach § 13a NschG 1976), die inzwischen eine auch landesrechtliche Kategorie darstellen (sodass teils nur eine Ausweisungskategorie notwendig wäre), und Planungen, die erfolgreiche moderne Klasse der Biosphärenparks auch in der Steiermark einzurichten.

## Liste
| LSG-Nr.   | Foto | Bezeichnung                                                     | Bezirk(e)                                 | Gemeinde(n) | Fläche in ha | LGBl. Nr.        | Lage                            |
| --------- | ---- | --------------------------------------------------------------- | ----------------------------------------- | --- | ------------ | ---------------- | ------------------------------- |
| LSG-01    |      | Koralpe                                                         | Deutschlandsberg                          | Bad Schwanberg | 2.030,00     | 036/1981 31/2015 | 46.796666666667 15.028333333333 |
| LSG-02    |      | Pack – Reinischkogel – Rosenkogel                               | Deutschlandsberg, Voitsberg               | Edelschrott, Hirschegg-Pack, Krottendorf-Gaisfeld, Ligist, Sankt Martin am Wöllmißberg, Voitsberg | 23.192,00    | 064/1981         | 46.920833333333 15.108888888889 |
| LSG-03    |      | Soboth – Radlpass                                               | Deutschlandsberg                          | Eibiswald | 10.212,00    | 064/1981         | 46.683333333333 15.1075         |
| LSG-04    |      | Amering – Stubalpe                                              | Voitsberg, Murtal                         | Hirschegg-Pack, Köflach, Lobmingtal, Obdach | 21.859,00    | 064/1981         | 47.083333333333 14.833333333333 |
| LSG-05*   |      | Wildegg – Speikkogel                                            | Graz-Umgebung, Murtal, Leoben             | Sankt Margarethen bei Knittelfeld, Sankt Michael in Obersteiermark, Sankt Stefan ob Leoben, Übelbach |              |                  |                                 |
| LSG-06    |      | Zirbitzkogel                                                    | Murtal, Murau                             | Judenburg, Mühlen, Neumarkt in der Steiermark, Obdach, Sankt Margarethen bei Knittelfeld, Sankt Peter ob Judenburg | 9.307,00     | 041/1981         | 47.05 14.566666666667           |
| LSG-07    |      | Furtnerteich – Grebenzen                                        | Murau                                     | Neumarkt in der Steiermark, Sankt Lambrecht | 8.872,00     | 107/2005         | 47.066666666667 14.366666666667 |
| LSG-08*   |      | Schönberg – Gföllerriegel                                       | Murtal, Murau                             | Oberwölz, Pölstal |              |                  |                                 |
| LSG-09*   |      | Pleschaitz – Puxberg                                            | Murau                                     | Niederwölz, Oberwölz, Teufenbach-Katsch |              |                  |                                 |
| LSG-10*   |      | Turracherhöhe – Eisenhut – Frauenalpe                           | Murau                                     | Sankt Georgen am Kreischberg, Stadl-Predlitz |              |                  |                                 |
| LSG-11    |      | Schladminger Tauern bis Sölker Pass                             | Liezen, Murau                             | Aich, Haus, Krakau, Michaelerberg-Pruggern, Schladming, Schöder, Sölktal | 57.233,00    | ?                | 47.25 13.966666666667           |
| LSG-12    |      | Wölzertauern vom Sölkpass bis Große Windlucke                   | Liezen, Murtal, Murau                     | Irdning-Donnersbachtal, Oberwölz, Pölstal, Pusterwald, Sölktal | 22.970,00    | 055/1981         | 47.333333333333 14.2            |
| LSG-13    |      | Rottenmanner – Triebener und Seckauer Alpen                     | Liezen, Leoben, Murtal                    | Gaal, Hohentauern, Mautern in Steiermark, Pölstal, Rottenmann, Sankt Marein-Feistritz, Seckau, Wald am Schoberpaß | 53.028,00    | ?                | 47.383333333333 14.533333333333 |
| LSG-14a** |      | Dachstein – Salzkammergut UNESCO-Welt-Naturerbestätte           | Liezen                                    | Aich, Altaussee, Bad Aussee, Bad Mitterndorf, Gröbming, Grundlsee, Haus, Mitterberg-St. Martin, Ramsau am Dachstein, Stainach-Pürgg                                                                                                  | 36.220,00    | 096/2002         | 47.516666666667 13.916666666667 |
| LSG-14b   |      | Salzkammergut UNESCO-Welt-Naturerbestätte                       | Liezen                                    | Altaussee, Bad Aussee, Bad Mitterndorf | 5.979,00     | 048/1997         | 47.333333333333 14.2            |
| LSG-15    |      | Warscheneck-Gruppe                                              | Liezen                                    | Sankt Gallen, Stainach-Pürgg, Wörschach | 14.040,00    | 058/1981         | 47.589166666667 14.140833333333 |
| LSG-16    |      | Ennstaler Alpen Eisenerzer Alpen                                | Liezen, Leoben                            | Ardning, Admont, Eisenerz, Kalwang, Landl, Liezen, Radmer, Rottenmann, Sankt Gallen, Selzthal, Wald am Schoberpaß, |              | ?                | 47.666666666667 14.633333333333 |
| LSG-17    |      | Reiting – Eisenerzer Reichenstein                               | Leoben                                    | Mautern in Steiermark, Kammern im Liesingtal, Eisenerz, Trofaiach, Vordernberg | 9.121,00     | 025/1987         | 47.45 14.883333333333           |
| LSG-18*   |      | Friesingwand und Enge von St. Peter-Freienstein                 | Leoben                                    | Trofaiach, Sankt Peter-Freienstein |              |                  |                                 |
| LSG-19    |      | Mariazell – Seeberg                                             | Bruck-Mürzzuschlag                        | Mariazell, Turnau | 23.126,--    | 063/1981         | 47.7 15.35                      |
| LSG-20    |      | Hochschwab – Zeller Staritzen                                   | Bruck-Mürzzuschlag, Leoben, Liezen        | Aflenz, Eisenerz, Landl, Thörl, Tragöß-Sankt Katharein, Trofaiach, Turnau, Vordernberg | 45.657,00    | ?                | 47.566666666667 15.083333333333 |
| LSG-21    |      | Veitsch – Schneealpe – Raxalpe                                  | Bruck-Mürzzuschlag                        | Neuberg an der Mürz, Sankt Barbara im Mürztal | 23.211,00    | 032/2002         | 47.7 15.55                      |
| LSG-22    |      | Stuhleck – Pretul                                               | Bruck-Mürzzuschlag, Weiz                  | Langenwang, Mürzzuschlag, Ratten, Rettenegg, Spital am Semmering | 1.912,00     | 033/2007         | 47.548611111111 15.738055555556 |
| LSG-23*   |      | Mehlstübl                                                       | Bruck-Mürzzuschlag                        | Sankt Barbara im Mürztal |              |                  |                                 |
| LSG-24*   |      | Waldheimat                                                      | Bruck-Mürzzuschlag, Weiz                  | Fischbach, Krieglach, Langenwang, St. Kathrein am Hauenstein |              |                  |                                 |
| LSG-25*   |      | Rennfeld                                                        | Bruck-Mürzzuschlag                        | Bruck an der Mur, Pernegg an der Mur, Sankt Marein im Mürztal |              |                  |                                 |
| LSG-26*   |      | Hochalpe                                                        | Bruck-Mürzzuschlag, Leoben, Graz-Umgebung | Bruck an der Mur, Frohnleiten, Leoben, Niklasdorf, Pernegg an der Mur, Sankt Marein im Mürztal |              |                  |                                 |
| LSG-27    |      | Kirchkogel – Haidenberg                                         | Bruck-Mürzzuschlag                        | Pernegg an der Mur | 479,0        | 078/1981         | 47.352222222222 15.325833333333 |
| LSG-28    |      | Plesch – Walzkogel – Pfaffenkogel                               | Graz-Umgebung, Voitsberg                  | Deutschfeistritz, Geistthal-Södingberg, Gratwein-Straßengel, Großstübing, Stiwoll | 6.481,00     | ?                | 47.15 15.216666666667           |
| LSG-29    |      | Westliches Berg- und Hügelland von Graz                         | Graz-Stadt, Graz-Umgebung                 | Gratwein-Straßengel, Graz, Hitzendorf, Seiersberg-Pirka, Thal, Sankt Oswald bei Plankenwarth | 5.720,00     | 080/1981         | 47.068888888889 15.360277777778 |
| LSG-30    |      | Nördliches und östliches Hügelland von Graz                     | Graz-Stadt, Graz-Umgebung                 | Gratkorn, Graz, Hart bei Graz, Kainbach bei Graz, Stattegg, Weinitzen | 11.630,00    | 081/1981         |                                 |
| LSG-31    |      | Murauen Graz-Werndorf                                           | Graz-Umgebung                             | Feldkirchen bei Graz, Fernitz-Mellach, Kalsdorf bei Graz, Werndorf | 1.407,00     | 083/1981         | 46.965277777778 15.5            |
| LSG-32    |      | Wundschuher Teiche                                              | Graz-Umgebung                             | Dobl-Zwaring, Premstätten, Wundschuh | 575,00       | 084/1981         | 46.924444444444 15.430833333333 |
| LSG-33    |      | Laßnitzau                                                       | Leibnitz                                  | Hengsberg, Lang, Sankt Nikolai im Sausal | 306,00       | 104/2002         | 46.8575 15.470833333333         |
| LSG-34    |      | Murauen im Leibnitzer Feld                                      | Leibnitz                                  | Gabersdorf, Gralla, Lebring-St. Margarethen, Ragnitz, Straß in Steiermark, Wagna | 1.451,00     | 110/1981         | 46.801388888889 15.588611111111 |
| LSG-35    |      | Südweststeirisches Weinland                                     | Leibnitz                                  | Arnfels, Ehrenhausen an der Weinstraße, Gamlitz, Gleinstätten, Großklein, Heimschuh, Kitzeck, Leibnitz, Leutschach an der Weinstraße, Oberhaag, Straß in Steiermark, Sankt Andrä-Höch, Sankt Johann im Saggautal, Tillmitsch, Wagna  | 30.146,00    | 012/2001         | 46.716666666667 15.466666666667 |
| LSG-36    |      | Murauen Mureck-Radkersburg-Klöch                                | Südoststeiermark                          | Bad Radkersburg, Deutsch Goritz, Halbenrain, Klöch, Mureck, Straß in Steiermark, Tieschen | 10.943,00    | 088/1981         | 46.716666666667 15.883333333333 |
| LSG-37    |      | Gleichenberger Kogel, Kapfenstein, Stradner Kogel (Hochstraden) | Südoststeiermark                          | Bad Gleichenberg, Feldbach, Fehring, Kapfenstein, Sankt Anna am Aigen | 5.178,00     | 089/1981         | 46.866666666667 15.933333333333 |
| LSG-38    |      | Riegersburg                                                     | Südoststeiermark                          | Fehring, Riegersburg | 731,00       | 090/1981         | 47.004166666667 15.949444444444 |
| LSG-39    |      | Waldbach – Vorau – Hochwechsel                                  | Hartberg-Fürstenfeld, Weiz                | Pinggau, Rettenegg, Sankt Jakob im Walde, Sankt Lorenzen am Wechsel, Vorau, Waldbach-Mönichwald, Wenigzell | 19.766,00    | 093/1981         | 47.483333333333 15.866666666667 |
| LSG-40    |      | Herberstein-Klamm, Freienberger-Klamm                           | Hartberg-Fürstenfeld, Weiz                | Feistritztal, Floing, Hartl, Puch bei Weiz, Stubenberg | 2.228,00     | 094/1981         | 47.216666666667 15.8            |
| LSG-41    |      | Schöckl – Weizklamm – Hochlantsch                               | Graz-Umgebung, Weiz, Bruck-Mürzzuschlag   | Breitenau am Hochlantsch, Gutenberg-Stenzengreith, Fladnitz an der Teichalm, Mitterdorf an der Raab, Mortantsch, Naas, Passail, Pernegg an der Mur, Sankt Kathrein am Offenegg, Sankt Radegund bei Graz, Stattegg, Thannhausen, Weiz | 38.066,00    | 099/2006         | 47.3 15.566666666667            |
| LSG-42    |      | Peggauer Wand – Lurgrotte                                       | Graz-Umgebung                             | Peggau, Semriach | 1.130,00     | 096/1981         | 47.2 15.366666666667            |
| LSG-43*   |      | Oberes Ennstal                                                  | Liezen                                    | Aich, Gröbming, Haus, Michaelerberg-Pruggern, Mitterberg-Sankt Martin, Sölktal, Öblarn, Schladming |              |                  |                                 |
| LSG-43    |      | Ennstal von Ardning bis Pruggern                                | Liezen                                    | Admont, Aigen im Ennstal, Ardning, Gröbming, Irdning-Donnersbachtal, Lassing, Liezen, Michaelerberg-Pruggern, Mitterberg-Sankt Martin, Öblarn, Selzthal, Sölktal, Stainach-Pürgg, Wörschach                                          | 4.936,00     | 014/2007         | 47.516666666667 14.116666666667 |
| LSG-44*   |      | Mittleres Ennstal                                               | Liezen                                    | Admont, Aigen im Ennstal, Ardning, Irdning-Donnersbachtal, Lassing, Liezen, Selzthal, Stainach-Pürgg, Wörschach |              |                  |                                 |
| LSG-45    |      | Paltental                                                       | Liezen                                    | Gaishorn am See, Lassing, Rottenmann, Selzthal, Trieben | 3.345,00     | 080/1984         | 47.5 14.466666666667            |
| LSG-46*   |      | Straden                                                         | Südoststeiermark                          | Straden |              |                  |                                 |
| LSG-48    |      | Landschaftsschutzgebiet Pöllauer Tal                            | Hartberg-Fürstenfeld                      | Pöllau, Pöllauberg | 12.282,00    | 108/1981         | 47.316666666667 15.816666666667 |
| LSG-49    |      | Hochtal Lassing                                                 | Liezen                                    | Lassing | 2.549,00     | 084/1997         | 47.533333333333 14.25           |

* Der Schutz dieser Gebiete wurde aufgelassen.

** Der Umfang dieses Schutzgebietes wurde per Verordnung geändert.

*** Es sind jeweils alle Gemeinden, die von dem Landschaftsgebiet betroffen sind, angeführt. Es kann sich dabei sowohl um das gesamte Gemeindegebiet, als auch nur um einzelne Katastralgemeinden oder einzelne Grundstücke handeln.